# Współczesny Pan
Współczesny Pan: Dwutygodnik poświęcony sprawom mężczyzny (1931–1939) – dwutygodnik dla mężczyzn wydawany w Warszawie. 
Wydawany i redagowany przez Adama Świsłockiego. Czasopismo propagowało model mężczyzny - gentlemana.